# Фосфоинозитид-3-киназа класс 3
Фосфоинозитид-3-киназа классa 3 (фосфатидилинозитол-3-киназа класс 3; англ. Phosphoinositide 3-kinase, class 3, hVps34) — фермент-киназа, катализирующий реакцию фосфорилирования фосфатидилинозитола до фосфатидилинозитол-3-фосфата. Участвует в рецепторных сигнальных путях и внутриклеточном транспорте белков. Фосфоинозитид-3-киназа класса 3 в дрожжах (Vps34) участвует в сортировке секретируемых белков в вакуоли.
В клетках человека hVps34 ассоциируется с регуляторной субъединицей PIK3R4 (p150, Vps15).

## Реакция
Киназа переносит фосфатную группу от АТФ в положение 3 инозитольного кольца в фосфатидилинозитоле:
АТФ + 1-фосфатидил-1D-мио-инозитол → АДФ + 1-фосфатидил-1D-мио-инозитол-3-фосфат